# Holografía especular
La holografía especular es una técnica mediante la que se consiguen proyecciones de imágenes tridimensionales. Se generan controlando el movimiento de reflejos especulares sobre una superficie reflectante de dos dimensiones. El resultado son hologramas no dependientes de medios fotográficos o láser.
Aparecida en la década de 1930, en origen no tuvo mucho éxito debido a que las imágenes que producía se apreciaban distorsionadas. La técnica fue mejorando y en 2008 esa distorsión fue corregida empleando espejos curvos y refractores muy finos.